# Diplaziopsidaceae
Diplaziopsidaceae is een familie van middelgrote tot grote, terrestrische varens, die in 2007 is afgescheiden van de veel grotere familie Woodsiaceae. 
Deze varens groeien voornamelijk op rivieroevers in beboste streken.

## Naamgeving enetymologie
De familie Diplaziopsidaceae is vernoemd naar het geslacht Diplaziopsis.

## Kenmerken
Diplaziopsidaceae zijn middelgrote tot grote varens. De plant heeft dikke, kruipende of rechtopstaande rizomen. De bladen zijn in de regel enkelvoudig geveerd, met gladde, ongedeelde bladslipjes. De bladnerven zijn vrijliggend maar anastomoseren aan de bladranden. 
De sporenhoopjes zitten aan de onderzijde van de bladen langs de nerven, zijn langwerpig en worden beschermd door een eveneens langwerpig, membraneus dekvliesje. 

## Taxonomie
In de taxonomische beschrijving van Smith et al. (2006) werden de geslachten die nu de Diplaziopsidaceae vormen, nog opgenomen in de grotere familie Woodsiaceae. 
Later onderzoek door Schuettpelz & Pryer (2007) en Christenhusz et al. (2011) leidde er echter toe dat drie geslachten van Woodsiaceae werden afgesplitst om een aparte familie te vormen. Nog later in 2011 toonde Lehtonen aan dat Hemidictyum een zustergeslacht is van de Aspleniaceae, waarna het door Christenhusz en Schneider in een eigen familie, Hemidictyaceae, werd geplaatst.
De familie omvat nog twee geslachten:
- Familie: Diplaziopsidaceae
  - Geslachten:
    - Diplaziopsis
    - Homalosorus